# Emilio Correa Bayeux

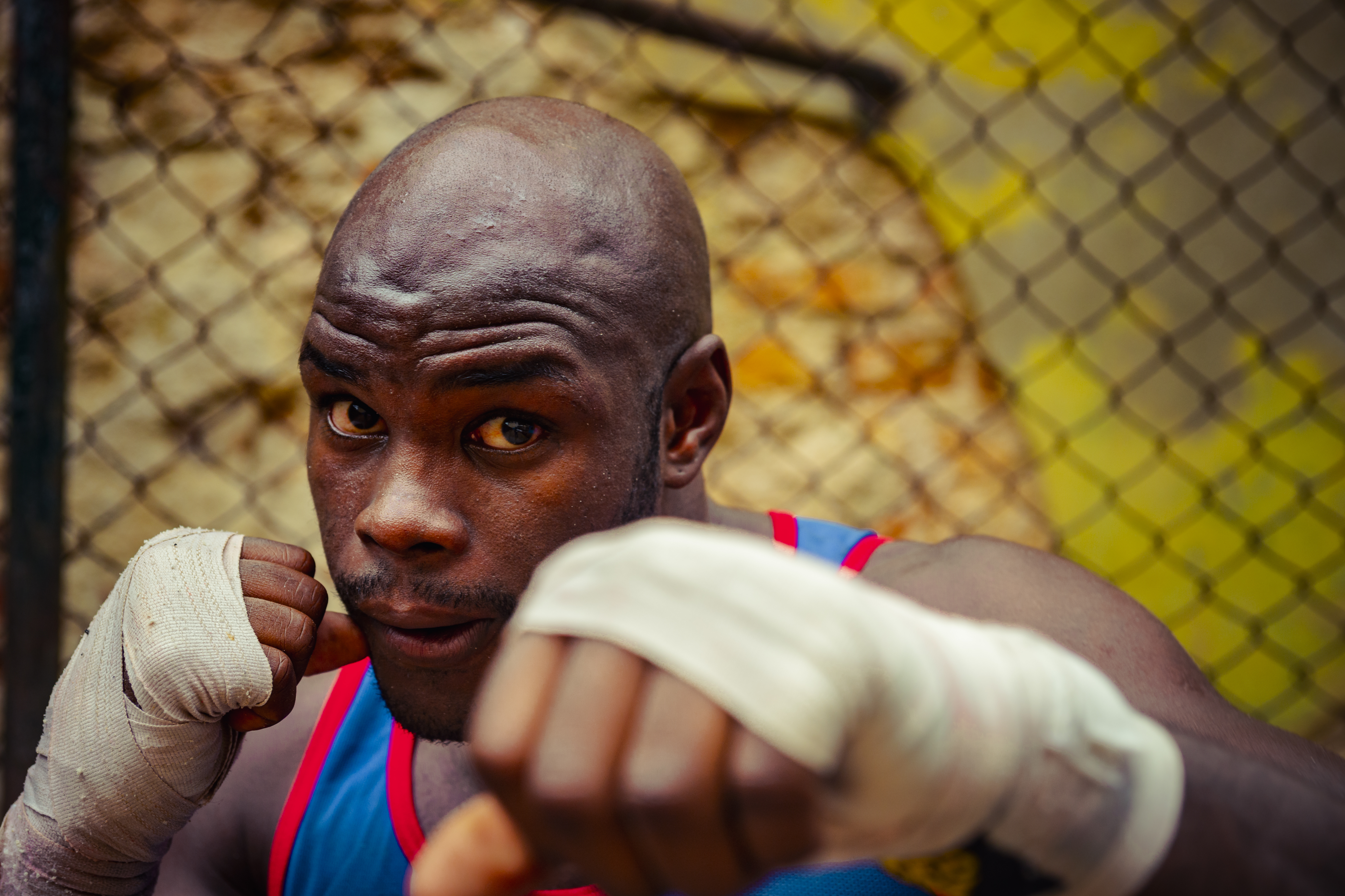
Emilio Correa Bayeux

Emilio Correa Bayeux (* 12. Oktober 1985) ist ein kubanischer Boxer. Er ist Gewinner der Silbermedaille bei den Olympischen Sommerspielen in Peking 2008, einer Bronzemedaille bei der Weltmeisterschaft der Amateure 2005 und Sieger bei den Panamerikanischen Spielen 2007, jeweils im Mittelgewicht.

## Werdegang
Emilio Correa Bayeux wuchs in Havanna auf. Als Sohn des Olympiasiegers im Boxen von München 1972 im Weltergewicht Emilio Correa Vaillant war ihm der Weg zum Boxen praktisch vorgegeben. Sein Vater war auch sein erster Trainer. Inzwischen trainiert Emilio Correa im Leistungszentrum des kubanischen Boxverbandes in Havanna. Bereits 2003 bewies er sein großes Talent. Er gewann in diesem Jahr u. a. die Copa Roberto Balado, benannt nach dem früheren kubanischen Olympiasieger und mehrfachen Weltmeister Roberto Balado. Im Finale des Weltergewichtes besiegte er dabei Erislandi Lara nach Punkten.
Als kubanischer Juniorenmeister 2004 startete er im gleichen Jahr bei der Junioren-Weltmeisterschaft in Jeju/Südkorea im Weltergewicht. Nach vier Siegen stand er dort im Endkampf dem Usbeken Elshod Rasulow gegenüber und unterlag diesem durch Abbruch in der 2. Runde. Er wurde damit Vize-Weltmeister. Im gleichen Jahr war er auch schon bei der kubanischen Seniorenmeisterschaft am Start, verlor aber im Halbfinale gegen Erislandi Lara und belegte den 3. Platz.
Zu Beginn des Jahres 2005 gewann er dann seinen ersten kubanischen Meistertitel bei den Senioren. Er war inzwischen in das Mittelgewicht aufgerückt. Im Finale besiegte er dabei Yudiel Nápoles nach Punkten. Nach den kubanischen Meisterschaften gewann Emilio Correa zwei stark besetzte internationale Turniere. In Ústí nad Labem gewann er im Finale über Alexei Schtscherbakow aus Russland nach Punkten (17:14) und im Finale des Turnieres Giraldo Córdova Cardín in Havanna besiegte er seinen Landsmann Yordanis Despaigne nach Punkten. Er startete dann auch beim Chemie-Pokal in Halle (Saale) und wurde dort überraschenderweise im Halbfinale von dem jungen Deutschen Eduard Gutknecht in der 2. Runde durch Abbruch besiegt. Anschließend holte sich Emilio Correa im brasilianischen Teresópolis seinen ersten internationalen Titel. Er wurde Panamerikanischer Meister im Mittelgewicht mit Siegen über Andrew Fermin, Trinidad, Marco Periban, Mexiko und Carlos Negrón aus Puerto Rico. Bei der folgenden Weltmeisterschaft der Amateure in Mianyang in China siegte Emilio Correa über Adonis Stevenson aus Kanada nach Punkten (34:20), wurde dann Abbruchsieger über Andras Nagy aus Ungarn, gewann über Qi Jing aus China nach Punkten (30:12), siegte über Andranik Hakobjan aus Armenien durch Abbruch in der 3. Runde und unterlag im Halbfinale dem späteren Weltmeister Matwei Korobow aus Russland nach Punkten (25:49). Mit dem Erreichen des Halbfinales gewann er eine WM-Bronzemedaille.
Wie stark die kubanische Konkurrenz ist, musste Emilio Correa 2006 erleben, denn er konnte seinen kubanischen Meistertitel nicht verteidigen. Im Finale unterlag er gegen Yordanis Despaigne nach Punkten. Dafür konnte er sich bei der sog. 3. kubanischen Olympiade in Havanna, einem gut besetzten internationalen Turnier, schadlos halten. Er gewann dort im Mittelgewicht mit einem Punktsieg (12:5) im Finale über William Ordiz aus Kuba. Beim World Cup 2006 in Baku, einem Turnier der besten Ländermannschaften der Welt, siegte Emilio Correa über Ruslan Safjulin aus Kasachstan und Demetrius Andrade aus den Vereinigten Staaten jeweils nach Punkten, unterlag aber erneut dem Weltmeister Matwei Korobow aus Russland ziemlich eindeutig nach Punkten (9:22).
Das Jahr 2007 begann für Emilio Correa mit einem Erfolg. Er wurde zum zweiten Mal kubanischer Meister im Mittelgewicht mit einem Punktsieg über Yudiel Napoles. Dann siegte er erneut beim Turnier Giraldo Córdova Cardín, wo er mit Yordanis Despaigne, Julio Iglesias und Luis Enrique García drei kubanische Spitzenboxer besiegte. Eine Überraschung erlebte Emilio Correa dann beim Qualifikations-Turnier für die Panamerikanischen Spiele in Buenos Aires, wo er im Halbfinale gegen Marco Periban aus Mexiko bei Treffergleichstand von 30:30 aufgrund der Gesamttrefferzahl nach Punkten verlor, sich mit seinem 3. Platz aber doch für die Panamerikanischen Spiele qualifizieren
konnte. Bei den Panamerikanischen Spielen selbst, die in Rio de Janeiro stattfanden, war Emilio Correa in Spitzenform. Er besiegte dort Shanon Porter aus den Vereinigten Staaten durch K. o. in der 2. Runde und gewann danach über Marco Periban (34:10), Carlos Gongora aus Ecuador (21:13) und Argenis Núñez aus der Dom. Rep. (22:5) jeweils klar nach Punkten und wurde damit Sieger bei den Pan-amerikanischen Spielen 2007 im Mittelgewicht.
Das Jahr 2007 war aber noch nicht zu Ende. Zunächst wartete eine bittere Enttäuschung auf ihn, denn er konnte beim sportlichen Höhepunkt des Jahres, der Weltmeisterschaft 2007 in Chicago nicht an den Start gehen. Der Grund war, dass die kubanische Sportführung, wohl auf Geheiß der Staatsführung, die Teilnahme an dieser Weltmeisterschaft aus Sicherheitsgründen absagte. Der wahre Grund war wohl, dass sich bei den Pan-amerikanischen Spielen in Rio de Janeiro die Weltmeister Guillermo Rigondeaux und Erislandi Lara von der kubanischen Mannschaft abgesetzt hatten und nach Deutschland weiterreisen wollten, wo sie Profiboxer werden wollten. Auf Druck der kubanischen Regierung wurden aber beide Boxer von der brasilianischen Polizei mit dem fadenscheinigen Grund festgenommen, ihre Visa seien abgelaufen und nach Kuba zurücktransportiert. Erislandi Lara ist inzwischen bei einem weiteren Versuch die Flucht aus Kuba nach Deutschland gelungen. Als Strafe für das Verhalten ihrer Mannschaftskollegen durften die Boxer der kubanischen Mannschaft dann nicht an der Weltmeisterschaft in Chicago antreten. Die sog. Sicherheitsgründe waren nur vorgeschoben, denn kubanischen Boxer starteten oftmals bei Wettkämpfen in den Vereinigten Staaten, ohne dass dabei jemals Sicherheitsprobleme aufgetreten wären. In Wirklichkeit steckte wohl die Angst der kubanischen Staatsführung dahinter, dass in Chicago weitere kubanische Boxer fliehen würden.
Emilio Correa konnte sich 2007 in Port of Spain in Trinidad noch für die Teilnahme an den Olympischen Spielen 2008 in Peking qualifizieren. Er gewann das dortige Turnier im Mittelgewicht mit Siegen über Yamaguchi Falcão aus Brasilien, Ezequiel Maderna, Argentinien, Clarence Johnson, VIS und Carlos Gongora. Beim Mannschaftsturnier der kubanischen Leistungszentren besiegte Emilio Correa dann zum Abschluss des ereignisreichen Jahres 2007 die gesamte kubanische Mittelgewichtselite. Er schlug dabei Arisnoide Despaigne, Carlos Medina, Raudel Acosta, Yudiel Nápoles und José Chapotín.
Bei den kubanischen Meisterschaften 2008 gewann Emilio Correa seinen dritten Titel. Im Finale deklassierte er dabei Arisnoide Despaigne mit 18:1 Treffern. Anschließend siegte er in Plowdiw beim sog. Strandja-Turnier mit Siegen über Georgios Gazis, Griechenland, Savas Kaya, Türkei, James Degale aus England und Mladen Manew, Bulgarien. Bei der schwach besetzten Pan-amerikanischen Meisterschaft in Cuenca/Ekuador gewann er über Samuel Rogers, VIS und Yamaguchi Falcão und damit das Turnier.
Bei den Olympischen Spielen in Peking im August 2008 gewann er gegen Jarrod Fletcher, Australien (17:4), Serhij Derewjantschenko, Ukraine (18:4), Elshod Rasulow, Usbekistan (9:7) und Vijender Kumar, Indien (8:5) nach Punkten und stand damit im Finale gegen James DeGale aus England, gegen den er, nicht unumstritten, nach Punkten verlor (14:16) und damit die Silbermedaille gewann.
Im Oktober 2008 wurde er an seiner Schlaghand (der Rechten) operiert, die er sich bereits während des olympischen Turniers angebrochen hatte. Bei seinem ersten internationalen Auftritt, dem Turnier Batalla de Carabobo in Venezuela im Juni 2009, unterlag er im Endkampf dem Venezolaner Alfonso Blanco (2:3).
An den Weltmeisterschaften im September 2009 in Mailand konnte er aufgrund der noch nicht völlig überstandenen Verletzung nicht teilnehmen. Sein Platz in der kubanischen Staffel wurde von Jugendweltmeister Rey Eduardo Recio übernommen. Im selben Jahr konnte er jedoch die Panamerikanischen Spiele gewinnen.
Anfang des Jahres 2010 bestritt Correa mehrere Auswahlwettkämpfe, die er alle gewann und sich so den Platz der Nummer eins im kubanischen Mittelgewicht zurückerkämpfte. Bei den Panamerikanischen Meisterschaften im selben Jahr schied er jedoch im Halbfinale aus.
2011 gewann Correa die Panamerikanischen Spiele, musste sich jedoch bei den Weltmeisterschaften im Achtelfinale Bogdan Juratoni, Rumänien (26:24), geschlagen geben. Später im Jahr verlor er bei den kubanischen Meisterschaften im Finale gegen Ramon Luis. Beim amerikanischen Olympiaqualifikationsturnier im Jahr darauf verlor Correa im Achtelfinale gegen Junior Castillo, Dominikanische Republik (DQ 1.), und verpasste somit die Qualifikation für die Olympischen Spiele 2012 in London.

## Internationale Erfolge
| Jahr | Platz  | Wettbewerb                                                       | Gewichtsklasse | |
| 2003 | 1.     | Copa Roberto Balado in Havanna                                   | Welter         | vor Erislandi Lara, Kuba |
| 2004 | 2.     | Junioren-WM in Jeju/Südkorea                                     | Welter         | hinter Elshod Rasulow, Usbekistan u. vor Dawid Arustamjan, Russland u. Samvar Matevosjan, Armenien |
| 2005 | 1.     | Giraldo Córdova Cardín-Turnier in Havanna                        | Mittel         | vor Yordanis Despaigne, Kuba u. Omar Cuffi, Venezuela |
| 2005 | 1.     | Turnier in Ústí nad Labem (Aussig)                               | Mittel         | vor Alexei Schtscherbakow, Russland |
| 2005 | 1.     | Pan Amerikanische Meisterschaft in Teresopolis/Brasilien         | Mittel         | vor Carlos Negrón, Puerto Rico, Christian Bautista, Dom. Rep. u. Marco Periban, Mexiko |
| 2005 | 3.     | WM in Mianyang/China                                             | Mittel         | hinter Matwei Korobow, Russland u. Ismail Syllach, Ukraine u. gemeinsam mit Mohamed Hikal, Ägypten |
| 2006 | 1.     | 3. kubanische Olympiade in Havanna                               | Mittel         | vor William Ordiz, Kuba u. Alfredo Moya, Kuba |
| 2007 | 3.     | Qualif.-Turnier für die Panamerikanischen Spiele in Buenos Aires | Mittel         | hinter Marco Periban u. Clarence Johnson, VIS |
| 2007 | 1.     | Giraldo Córdova Cardín-Turnier in Santa Clara                    | Mittel         | vor Luis Enrique García u. Julio Iglesias, bde, Kuba |
| 2007 | 1.     | Pan Amerikanische Spiele in Rio de Janeiro                       | Mittel         | vor Argenis Núñez, Dom. Rep., Carlos Góngora, Ekuador u. Glaudencio Abreu, Brasilien |
| 2007 | 1.     | Olympia-Qualifik.-Turnier in Port of Spain/Trinidad              | Mittel         | vor Carlos Gongora u. Clarence Johnson, VIS |
| 2008 | 1.     | 4. kubanische Olimpiade in Havanna                               | Mittel         | vor Carlos Gongora u. Rafael Morel, Kuba |
| 2008 | 1.     | Strandja-Turnier in Plowdiw                                      | Mittel         | vor Mladen Manew, Bulgarien u. James DeGale, England |
| 2008 | 1.     | Panamerikanische Meisterschaft in Cuenca/Ekuador                 | Mittel         | vor Yamaguchi Falcão, Brasilien |
| 2008 | Silber | OS in Peking                                                     | Mittel         | mit Siegen über Jarrod Fletcher, Australien (17:4), Sergei Derewjantschenko, Ukraine (18:4), Elshod Rasulow, Usbekistan (9:7) und Vijender Kumar, Indien (8:5) und einer Punktniederlage gegen James DeGale, Großbritannien (14:16) |
| 2009 | 1.     | Panamerikanische Meisterschaft in Mexiko-Stadt                   | Mittel         | mit Abbruchsiegen i.d. 2. Runde über Andrew Fermin, Trinidad, in der 1. Runde über Hector Cervantes, Puerto Rico u. i.d. 2. Runde über Alex Teheran, Kolumbien                                                                      |

## Länderkämpfe
| Jahr | Ort              | Begegnung             | Gewichtsklasse | Ergebnis                                    |
| 2006 | Havanna          | Kuba gegen China      | Mittel         | Abbruchsieger 3. Runde über Qi Ping         |
| 2006 | Baku (World Cup) | Kuba gegen Kasachstan | Mittel         | Punktsieger über Ruslan Safjulin            |
| 2006 | Baku (World Cup) | Kuba gegen USA        | Mittel         | Punktsieger über Demetrius Andrade (29:12)  |
| 2006 | Baku (World Cup) | Kuba gegen Russland   | Mittel         | Punktniederlage gegen Matwei Korobow (9:22) |
| 2007 | Bukarest         | Rumänien gegen Kuba   | Mittel         | Punktsieger über Ronald Gavril              |
| 2008 | Havanna          | Kuba gegen Frankreich | Mittel         | Punktsieger über Jean Mickael Raymond       |

## Kubanische Meisterschaft
| Jahr | Platz | Gewichtsklasse | Ergebnis                                |
| 2004 | 3.    | Welter         | hinter Lorenzo Aragón u. Erislandi Lara |
| 2005 | 1.    | Mittel         | vor Yudiel Nápoles                      |
| 2006 | 2.    | Mittel         | hinter Yordanis Despaigne               |
| 2007 | 1.    | Mittel         | vor Yudiel Nápoles                      |
| 2008 | 1.    | Mittel         | vor Arisnoide Despaigne                 |
| 2011 | 2.    | Mittel         | hinter Ramón Luis                       |

Anm.: OS = Olympische Spiele, WM = Weltmeisterschaft, Weltergewicht, bis 69 kg, Mittelgewicht, bis 75 kg Körpergewicht